# كسر الترقوة
كسر الترقوة (بالإنجليزية:  Clavicle fracture)‏هو كسر العظام في الترقوة. وغالبا ما يتسبب بها انخفاض على لأقصى الممدودة العليا، سقوط على الكتف، أو ضربة مباشرة إلى الترقوة. يوجد العديد من مشاريع البحوث الجارية بشأن عملية الشفاء الطبي من كسور الترقوة.

## التشريح
الترقوة هو العظم الذي يربط جذع الجسم على الذراع، وهي تقع مباشرة فوق الضلع الأول. يوجد ترقوتين يمنى ويسرى، في الجزء العلوي من الصدر.
تتكون الترقوة من (نهاية إنسية، جسم، ونهاية وحشية). النهاية الإنسية ترتبط مع قبضة القص وتعطي مرفقات إلى الكبسولة الليفية للمفصل القصي الترقوي، القرص المفصلي، والرباط بين الترقوتين. النهاية الوحشية ترتبط مع الأخرم من لوح الكتف والتي يشار إليها باسم المفصل الأخرمي الترقوي. شكل عظم الترقوة منحني على شكل حرف S طفيف حيث ينحني النصف الإنسي أفقيا نحو الأمام وينحني النصف الوحشي أفقيا إلى الخلف.

## الانتشار
تحدث كسور الترقوة بمعدل 30-60 حالة لكل 100,000 سنويا، ومسؤولة عن 2,6-5٪ من جميع الكسور. تحدث الكسور عند الذكور أكثر من الإناث بنسبة 2:1. ما يقرب من نصف جميع كسور الترقوة تحدث عند الأطفال تحت سن 7 سنوات وهو كسر الأطفال الأكثر شيوعا.

## عوامل الخطر / الوقاية
الأشخاص الذين لديهم انخفاض المدخول الغذائي من الكالسيوم وفيتامين (د) قد يكونون أكثر عرضة لكسور الترقوة. إن وجود كمية كافية من الكالسيوم في النظام الغذائي وفيتامين (د) يساعد على منع حدوث الكسور في العظام. تزداد خطورة حدوث كسور الترقوة عند الأفراد الممددين لمدة طويلة في السرير لأسباب مرضية بسبب ضعف في العضلات المثبتة على الترقوة وحدوث هشاشة في العظم أيضا. تزداد نسبة الكسور عند الرياضيين الذين يقومون بالمشاركة في الرياضات الخطرة مثل ركوب الدراجات الجبلية والتزلج على الجليد.

## آلية الإصابة
```
كسر الترقوة يحدث  عادة نتيجة لإصابة رضية أو صدمة. السبب الأكثر شيوعا هو سقوط الشخص على اليد الممدودة أو على الكتف . ومن الأسباب الأخرى تلقي ضربة مباشرة على الترقوة يمكن أن يسبب كسر. في معظم الحالات، يحدث إصابة رضية مباشرة من الجانب الوحشي تجاه الجانب الإنسي من العظم. العضلات المشاركة في كسور الترقوة تشمل 
الدالية
، شبه 
المنحرفة
، 
العضلة تحت الترقوة
، 
العضلة القصية الترقوية الخشائية
، 
القصية اللامية
 
والعضلة الصدرية الكبرى
. الأربطة التي تتأثر بالكسر هي الرباط المخروطي والرباط شبه المنحرف. الحوادث التي قد تؤدي إلى كسر الترقوة تشمل حوادث السيارات وحوادث الدراجات، خاصة في ركوب الدراجات الجبلية، السقوط أفقيا على 
مفصل الكتف
، أو الرياضات مثل 
كرة القدم
، والرجبي أو المصارعة.
```

## علامات وأعراض
- ألم ، ولا سيما مع حركة الطرف العلوي أو على الجزء الأمامي من أعلى الصدر.
- تورم
- في كثير من الأحيان، بعد أن يخف التورم، يمكن أن يرى الكسر من خلال الجلد .
- ألم حاد عند إجراء أي حركة.
- ألم المشار : ألم خفيف مبهم إلى حاد يتوضع في منطقة الترقوة وحولها، بما في ذلك العضلات المحيطة بها.
- الغثيان ممكن، والدوخة، و/أو رؤية متقطعة بسبب الألم الشديد

## التشخيص
الطريقة الأساسية للتحقق من وجود كسر الترقوة هو عن طريق التصوير بالأشعة السينية على الترقوة من أجل تحديد نوع الكسر ومدى الإصابة. في معظم الحالات، يجب تصوير كلا عظمي الترقوة للمقارنة بين الجانبين. في الحالات الشديدة يجب إجراء التصوير المقطعي المحوسب (فحص الأشعة المقطعية) أو التصوير بالرنين المغناطيسي (MRI). ومع ذلك، فإن الطريقة القياسية التشخيص من خلال التصوير بالموجات فوق الصوتية والتصوير المجرى في غرفة الطوارئ قد تكون دقيقة بنفس القدر عند الأطفال.

## العلاج

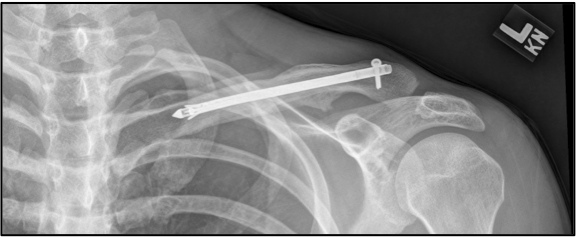

الأشعة السينية من كسر مفتت أعلاه تعامل مع جهاز تثبيت داخل النقي
الدواء يمكن وصفه لتخفيف الألم، وكذلك يجب إعطاء المضادات الحيوية و لقاح الكزاز لأي كسر مفتوح عبر الجلد. في الحالات الشديدة، قد تكون هناك حاجة لعملية جراحية من أجل وضع العظام في المواقع الطبيعية باستخدام أسياخ، صفائح، وبراغي لعقد العظام معا.

### العلاج المحافظ (دون جراحة)
يجب دعم الذراع عن طريق استخدام جبيرة أو مشد خاص للحفاظ على استقرار المفاصل والتقليل من خطر حدوث مزيد من الضرر. عادة، يوضع مشد خاص يشبه الرقم 8 يلف حول الكتفين لشدهم نحو الخلف ويتم وضع حامل الذراع للراحة.
المعالجة الحالية تعتمد على تثبيت الكسر بالمشد المناسب، وتخفيف الآلام بالمسكنات، والسماح للعظم بالشفاء التلقائي، مع متابعة التحسن بالتصوير بالأشعة السينية كل أسبوع أو بضعة أسابيع. يجب عمل عملية جراحية في 5-10٪ من الحالات. ومع ذلك، تدعم دراسة حديثة تثبيت صفيحة أولية للكسور المتبدلة تماما في منتصف جسم الترقوة midshaft في المرضى البالغين.
إذا كان الكسر في النهاية الجانبية، والكسر غير متبدل فيمكن علاجه بالطريقة المحافظة دون الحاجة لإجراء جراحة

### العلاج الجراحي
يستطب إجراء الجراحة عند وجود واحد أو أكثر من الشروط التالية:
1. الكسر المفتت (قطع متعددة).
2. تقاصر طول الترقوة (يستدل إليها بانزياح الكتف إلى الأمام).
3. اختراق الجلد (الكسر المفتوح).
4. أذية الضفيرة الوعائية العصبية (الضفيرة العضدية أو الأعصاب تحت الترقوة).
5. عدم الالتحام بعد عدة أشهر من العلاج المحافظ (3-6 أشهر، وسطيا).
6. كسر الثلث الوحشي (خطورة عالية لحدوث عدم الالتحام).

التشوه في شكل العظم غالبا ما ينتج عن وجود كسر في الترقوة ظاهر للعيان من خلال الجلد. يتم إجراء عملية جراحية حيث يتم تثبيت الكسر بصفيحة معدنية من التيتانيوم على الشكل التشريحي للترقوة على طول سطح العظم مثبتة على العظم عبر عدة براغي. في أغلب الحالات تتم إزالة الصفيحة بعد الشفاء. يوجد خيار جراحي آخر بدلا من ذلك، وهو استعمال أجهزة التثبيت داخل النقي (سيخ معدني خاص) يمكن زرعها لدعم الكسر حتى الشفاء. يتم زرع هذه الأجهزة داخل القناة الترقوية لدعم العظم من الداخل.
الاختلاطات الجراحية النموذجية هي العدوى، والأعراض العصبية، وعدم الاندمال والندبة.

## الشفاء
الشفاء الوقت يختلف على أساس العمر، والصحة، والتعقيد، والمكان من نهاية الشوط الأول فضلا عن تشريد العظام. للبالغين، ويعمل ما لا يقل عن 2-6 أسابيع من حبال الشلل عادة للسماح العظام الأولية وشفاء الأنسجة الناعمة، تتطلب المراهقين أقل قليلا، يمكن للأطفال في كثير من الأحيان تحقيق نفس مستوى في أسبوعين. خلال هذه الفترة، والمرضى قد إزالة حبال لممارسة السلبي المدى البندول من الحركة (ROM) تمارين للحد من ضمور في الكوع والكتف، لكنها التقليل إلى 15-20 درجة قبالة العمودي. اعتمادا على شدة الكسر، يمكن للشخص البدء في استخدام الذراع إذا مريحة مع الحركة وأية نتائج الألم. الهدف النهائي هو أن تكون قادرة على مجموعة كاملة من الحركة مع عدم وجود الألم؛ وبالتالي، في حالة وجود أي ألم، فمن الأفضل للسماح لمزيد من الوقت الانتعاش. اعتمادا على شدة الكسر والرياضيين المشاركين في الألعاب الرياضية الاتصال قد تحتاج إلى فترة أطول من بقية للشفاء لتجنب إعادة التكسير العظام. وينبغي أن يكون الشخص قادرا على العودة من دون أي معوقات الرياضة أو العمل من قبل 3 أشهر بعد الإصابة.

## علم الأوبئة
تشمل كسور الترقوة ما يقرب من 5٪ من جميع كسور ينظر في عنابر الطوارئ في المستشفى. الترقوة هي العظم كسر الأكثر شيوعا في جسم الإنسان. [4] وغالبا ما كسر والثالث في منتصف طوله الذي هو أضعف نقطة له. هو الاكتئاب جزء الجانبي من وزن الذراع ويتم سحبها بشكل إعلامي وإلى الأمام من قبل العضلات المقربة قوية من مفصل الكتف، وخصوصا الصدرية الكبرى. إمالة جزء من الترقوة بالقرب من وسط الجسم صعودا من العضلات القصية الترقوية الخشائية. الأطفال و الرضع عرضة بشكل خاص لذلك. المواليد الجدد كسور الترقوة غالبا ما تكون موجودة بعد الصعب التسليم .
بعد كسر في الترقوة، و العضلات القصية الترقوية الخشائية يرفع جزء وسطي من العظام. في العضلات شبه المنحرفة غير قادر على استيعاب ما يصل جزء البعيدة نظرا لوزن الطرف العلوي، وبالتالي يتدلى على الكتف. العضلات المقربة من الذراع، مثل الصدرية الكبرى، قد سحب جزء القاصي إعلامي تسبب شظايا العظام لتجاوز.

## التاريخ
أبقراط، القرن 4 قبل الميلاد:
عندما، بعد ذلك، [الترقوة] كسر اتخذت خلال الفترة الماضية، والمرضى الذين نعلق أهمية كبيرة على ذلك، كما نفترض شر أكبر مما هو عليه في الحقيقة، وتضفي الأطباء جهدا كبيرا من أجل أنه قد يكون ضمادات على الوجه الصحيح؛ ولكن في بعض الوقت على المرضى، وعدم وجود الألم، ولا يجد أي عائق إلى المشي أو تناول الطعام، وتصبح مهملة؛ والأطباء لم يتمكنوا من العثور على جعل أجزاء تبدو جيدة، واتخاذ قبالة أنفسهم، وليست آسف على إهمال المريض، وفي هذه الأثناء يتم تشكيل الكالس بسرعة. [1]
إدارة إصابات الهيكل العظمي في مصر القديمة - عظمة الترقوة:
إذا أنت رجل examinest وجود كسر في عظمة الترقوة وshouldst أنت تجد له عظمة الترقوة قصيرة وفصلها عن زميل له، وسوف علاج. وضعه يسجد على ظهره بشيء مطوية بين كتفيه؛ أنت shouldst انتشرت مع اثنين من الكتفين لتمتد بصرف النظر له عظمة الترقوة حتى يقع كسر في مكانها.